# Campionati statunitensi di sci alpino 2023
I Campionati statunitensi di sci alpino 2023 si sono svolti a Sun Valley dal 2 al 5 aprile; il programma ha incluso gare di supergigante, slalom gigante e slalom speciale, sia maschili sia femminili. 
Trattandosi di competizioni valide anche ai fini del punteggio FIS, vi hanno potuto partecipare anche sciatori di altre federazioni, senza che questo consentisse loro di concorrere al titolo nazionale statunitense. 

## Risultati

### Uomini

#### Supergigante
| Pos. | Atleta          | Nazione     | Tempo   |
| ---- | --------------- | ----------- | ------- |
| 1    | Kyle Negomir    | Stati Uniti | 1:09,82 |
| 2    | Erik Arvidsson  | Stati Uniti | 1:10,56 |
| 3    | Isaiah Nelson   | Stati Uniti | 1:10,61 |
| 4    | Jack Smith      | Stati Uniti | 1:10,90 |
| 5    | Finnigan Donley | Stati Uniti | 1:11,58 |
| 6    | Jared Goldberg  | Stati Uniti | 1:11,59 |
| 7    | Townsend Mikell | Stati Uniti | 1:11,66 |
| 8    | Garret Driller  | Stati Uniti | 1:11,71 |
| 9    | Jett Seymour    | Stati Uniti | 1:11,94 |
| 10   | Justin Bigatel  | Stati Uniti | 1:11,96 |

Data: 2 aprile

#### Slalom gigante
| Pos. | Atleta           | Nazione     | Tempo   |
| ---- | ---------------- | ----------- | ------- |
| 1    | Tommy Ford       | Stati Uniti | 2:12,25 |
| 2    | Brian McLaughlin | Stati Uniti | 2:12,36 |
| 3    | River Radamus    | Stati Uniti | 2:12,50 |
| 4    | George Steffey   | Stati Uniti | 2:12,57 |
| 5    | Isaiah Nelson    | Stati Uniti | 2:13,10 |
| 6    | Gianluca Böhm    | Svizzera    | 2:13,95 |
| 7    | Jimmy Krupka     | Stati Uniti | 2:14,13 |
| 8    | Garret Driller   | Stati Uniti | 2:14,37 |
| 9    | Jett Seymour     | Stati Uniti | 2:14,44 |
| 10   | Kyle Negomir     | Stati Uniti | 2:14,82 |

Data: 5 aprile

#### Slalom speciale
| Pos. | Atleta           | Nazione     | Tempo   |
| ---- | ---------------- | ----------- | ------- |
| 1    | Jett Seymour     | Stati Uniti | 1:44,16 |
| 2    | Luke Winters     | Stati Uniti | 1:45,00 |
| 3    | Jay Poulter      | Stati Uniti | 1:45,52 |
| 4    | Garret Driller   | Stati Uniti | 1:45,53 |
| 5    | Benjamin Ritchie | Stati Uniti | 1:45,64 |
| 6    | George Steffey   | Stati Uniti | 1:45,81 |
| 7    | Jimmy Krupka     | Stati Uniti | 1:46,43 |
| 8    | Camden Palmquist | Stati Uniti | 1:46,45 |
| 9    | Isaiah Nelson    | Stati Uniti | 1:46,64 |
| 10   | James Ferri      | Stati Uniti | 1:47,17 |

Data: 3 aprile

### Donne

#### Supergigante
| Pos. | Atleta           | Nazione     | Tempo   |
| ---- | ---------------- | ----------- | ------- |
| 1    | Patricia Mangan  | Stati Uniti | 1:14,18 |
| 2    | Keely Cashman    | Stati Uniti | 1:14,37 |
| 3    | Liv Moritz       | Stati Uniti | 1:14,63 |
| 4    | Elisabeth Bocock | Stati Uniti | 1:15,22 |
| 5    | Haley Cutler     | Stati Uniti | 1:15,26 |
| 6    | Kaitlin Keane    | Stati Uniti | 1:15,29 |
| 7    | Mary Bocock      | Stati Uniti | 1:15,35 |
| 8    | Lauren Macuga    | Stati Uniti | 1:15,66 |
| 9    | Cheyenne Brown   | Stati Uniti | 1:17,29 |
| 10   | Dasha Romanov    | Stati Uniti | 1:17,48 |

Data: 2 aprile

#### Slalom gigante
| Pos. | Atleta           | Nazione     | Tempo   |
| ---- | ---------------- | ----------- | ------- |
| 1    | Paula Moltzan    | Stati Uniti | 2:15,57 |
| 2    | Patricia Mangan  | Stati Uniti | 2:15,76 |
| 3    | Kathryn Parker   | Australia   | 2:16,12 |
| 4    | Katie Hensien    | Stati Uniti | 2:16,22 |
| 5    | Mary Bocock      | Stati Uniti | 2:16,64 |
| 6    | Lauren Macuga    | Stati Uniti | 2:16,73 |
| 7    | Keely Cashman    | Stati Uniti | 2:16,92 |
| 8    | Tatum Grosdidier | Stati Uniti | 2:17,19 |
| 9    | Dasha Romanov    | Stati Uniti | 2:17,61 |
| 10   | Liv Moritz       | Stati Uniti | 2:18,03 |

Data: 4 aprile

#### Slalom speciale
| Pos. | Atleta              | Nazione     | Tempo   |
| ---- | ------------------- | ----------- | ------- |
| 1    | Lila Lapanja        | Stati Uniti | 1:41,40 |
| 2    | Dasha Romanov       | Stati Uniti | 1:41,83 |
| 3    | Kristiane Bekkestad | Norvegia    | 1:41,89 |
| 4    | Michelle Kerven     | Svezia      | 1:42,00 |
| 5    | Liv Moritz          | Stati Uniti | 1:42,37 |
| 6    | Eleri Smart         | Canada      | 1:42,98 |
| 7    | Tatum Grosdidier    | Stati Uniti | 1:43,23 |
| 8    | Keely Cashman       | Stati Uniti | 1:44,05 |
| 9    | Mia Hunt            | Stati Uniti | 1:44,07 |
| 10   | Sophia Palmquist    | Stati Uniti | 1:44,95 |

Data: 3 aprile